# Ebro Etxea (Zarauz)
Ebro-Etxea (del euskera: Casa Ebro) es un edificio histórico ubicado en el municipio español de Zarauz, en la provincia de Guipúzcoa.

## Descripción
El nombre del edificio se debe a que en los años 1980 era un lugar de veraneo para los hijos de trabajadores de Azucarera del Ebro. En la parte delantera, frente al Desierto txiki ampliaban los terrenos con un parque con columpios (Actual Residencial Mendilauta). En 1988 se hizo propiedad municipal y 10 años después gracias a la Asociación Amigos del Camino de Santiago se acondicionó para alojar a los peregrinos del Camino de Santiago Ruta de la Costa. Los peregrinos sólo se podrán alojar una noche, a no ser que tengan algún impedimento físico que no les permita continuar el viaje.
En el resto del año se realizan cursos y conferencias en el ámbito de la cultura. Acoge las oficinas de la mancomunidad de Urola Kosta, en la que pertenece.